# Thrasya setosa
Thrasya setosa är en gräsart som beskrevs av Jason Richard Swallen. Thrasya setosa ingår i släktet Thrasya och familjen gräs. Inga underarter finns listade i Catalogue of Life.